# Cultura celta en Asturias
Con el nombre de cultura celta asturiana se hace referencia al conjunto de rasgos culturales que Asturias comparte con otros territorios del Arco Atlántico Europeo como Galicia, Bretaña, Irlanda, Escocia, Gales y Cornualles, y en los que predomina el componente céltico.

## ¿Cultura celta o cultura atlántica?
Cabe plantearse en primer lugar la cuestión acerca de cuál sería la denominación más acertada para designar a la cultura común de las regiones que conforman el Arco Atlántico, pues la cultura tradicionalmente denominada celta viene conformada por una serie de estratos que se extienden en el tiempo desde la época megalítica hasta la Edad Media.
De este modo, los enterramientos rituales en los grandes túmulos funerarios (como Newgrange), las deliciosas historias sobre islas afortunadas situadas más allá de la mar, e incluso gran parte de la tradición druídica parecen estar fuertemente influenciadas por la antigua cultura megalítica. Monumentos como Stonehenge y Avebury alcanzaron su apogeo en torno al 3200 a. C., mucho antes de que llegasen los invasores célticos del continente, lo que hace suponer que los habitantes preindoeuropeos de Britania tenían unos conocimientos astronómicos muy superiores a los existentes en las culturas de La Tène y Hallstatt, y sin los que hubiera sido imposible elaborar calendarios tan complejos como el de Coligny.
Ciertamente, festividades como Beltaine y Samhain (en galo, Samonios) parecen ser de origen indoeuropeo, ya que tienen sus equivalentes en los calendarios de otros pueblos de esta misma rama lingüística como los germanos (que dedicaban el 1 de mayo a la diosa de la fertilidad Walburga) y los iranios (para quienes era sagrado tanto el 1 de noviembre como el 1 de mayo). Además, los mitos relativos a los calderos mágicos de Bran y de Dagda (que son precursores del Grial cristiano) tienen sus contrapartidas en el continente, e incluso se ha encontrado un testimonio arqueológico del arquetipo: el caldero de Gundestrup.
Sin embargo, la mayor parte de los relatos que nos describen navegaciones sagradas a las islas del Mar de Occidente (que con posterioridad examinaremos) parecen ser de origen precéltico. Los pueblos que usan lenguas indoeuropeas carecen de una palabra común para designar al mar (de hecho, el latín mar y el gaélito mór derivan de una palabra que originariamente significaba 'laguna, pantano'). Este dato ha provocado que la mayoría de los especialistas consideren que los pueblos protoindoeuropeos que moraban en las estepas al norte de los mares Negro y Caspio desconocían por completo el mar. Parece, pues, absurdo considerar que las antiguas historias de aventureros que viajaban a la Tierra de la Promisión tienen un origen centroeuropeo. Es más lógico atribuírselas a los marineros que desde inicios de la Edad de Bronce cubrían el trayecto de la ruta del estaño, que se extendía desde el Estrecho de Gibraltar hasta Cornualles e incluso más al norte.
Por lo que se refiere a la música denominada celta, todos sus instrumentos son de origen bien romano (como la gaita, que, procedente de Oriente Medio, se expandió por todo el Imperio gracias a las legiones romanas) o bien de origen medieval, como es el caso de los violines (que reciben el nombre de fiddles en Irlanda). Si bien la gaita ya vínculo de primer orden entre muchas localidades costeras asturianas y bretonas).

## La lengua y la religión de los astures
- Tovar y Untellmann. Nimmedo Seddiago. Toponimia.

- Deva. Taranis. Belenos. Vindonius. Diadema de Moñes: Tradiciones griálicas en Asturias.

## El mundo feérico
Las criaturas que pueblan el folclore de los pueblos celtas de las islas británicas viven, al igual que los seres de la mitología asturiana, en un mundo inmanente y paralelo al de los hombres, y suelen manifestarse a éstos en ciertos lugares o en determinadas fechas. Tales lugares y momentos, ya se concreten en la fuente de la xana, el castro de los moros, o el castillo del Grial; la noche de San Juan, la víspera del 1 de mayo o de Todos los Santos; constituyen puntos de conexión entre el mundo de los mortales y el mundo feérico.
El mito más popular en la mitología asturiana es el de la xana y prácticamente cada parroquia asturiana dispone de una o más fuentes habitadas por este ser sobrenatural. Según el folclore asturiano las xanas tienen hijos, a los que se llama xaninos. Dado que sus madres no pueden ocuparse de ellos, generalmente se los endosan a las aldeanas, cambiándoles su verdadero hijo por un xanín aprovechando el momento en que aquellas van a lavar. Ahora bien, las madres comienzan a sospechar cuando se percatan de que a la criatura le han crecido todos los dientes en sólo unos meses. En tales casos, suelen comprobar la naturaleza humana o sobrenatural del bebé mediante este ritual: Se ponen pucheros y cáscaras de huevo en el llar, y si resulta que la criatura es un xanín, éste exclamará «Fai cien años que nací y nunca tantos pucheros na llume vi» («Hace cien años que nací y nunca tantos pucheros en la lumbre vi»). Entonces la madre acudirá a la fuente donde vive la xana para que ésta le devuelva a su verdadero hijo.
El mito del hada que secuestra al mortal y deposita en la cuna de este a su hijo aparece así mismo en el folclore de las islas británicas. Existen en este sentido multitud de historias en las Tierras Altas de Escocia y en Irlanda que relatan la utilización de rituales similares a los asturianos (como el de las cáscaras de huevo) para desenmascarar a los changelings (así se denomina en inglés a los hijos de las hadas).
El motivo del changeling ha sido fuente de inspiración para numerosos escritores y artistas. William Shakespeare, en su obra El sueño de una noche de San Juan, describió la disputa de los reyes de las hadas Oberón y Titania por hacerse con un hermoso niño que había sido raptado de entre los mortales. En 1890, el escritor irlandés W. B. Yeats, que afirmó haber tenido encuentros reales con las hadas, escribió este conmovedor poema sobre el tema, "The Stolen Child":

Come away, O human child!

To the waters and the wild

With a faery, hand in hand,

For the world's more full of weeping than you can understand.
Ven y huye, pequeño humano,

a las aguas y a los bosques

con un hada, mano a mano

pues el mundo está más lleno de sollozos de lo que puedes entender.

Y Lord Tennyson volvió a usar este mito en su poema «Idilios del Rey», refiriéndose a las leyendas artúricas y concretamente, a la visión de Camelot:

"Here is a city of Enchanters, built

By fairy Kings". The second echoed him,

"Lord, we have heard from our wise man at home

To Northward, that this King is not the King,

But only changeling out of Fairyland,

Who drave the heathen hence by sorcery

And Merlin's glamour." Then the first again,

"Lord, there is no such city anywhere,

But all a vision."
«He aquí una ciudad de Encantadores, construida

por Reyes de las Hadas»; El segundo le respondió:

«Señor, hemos oído de nuestro sabio allá en nuestro hogar

del Norte que este Rey no es el Rey,

sino sólo un changeling del País de las Hadas,

que sorprende a los paganos mediante hechicería

y mediante el poder de Merlín». Habló de nuevo el primero:

«Señor, no hay tal ciudad en ninguna parte,

es todo una visión».

## El Ñuberu, señor del cielo y transposición del Taranis céltico
Taranis era, según Julio César, uno de los dioses más importantes del panteón galo junto con Lug, Esus y Teutates. Se le comparaba con Júpiter, pues era el señor del cielo y del tiempo atmosférico. Se le representaba ataviado de una rueda con radios que representaba al sol. Aunque en la mitología celta insular Taranis está ausente, en Asturias el culto a dicha divinidad está ampliamente testificado por la toponimia, ya que ha dado nombre a infinidad de lugares, como la parroquia de Taranes, en Ponga, o las aldeas de Tereñes, Táranu, Tarañu y Torañu (Margolles). En el municipio de Cangas de Onis existe incluso un monte que lleva por nombre Tarañosdiós.
La figura del Ñuberu tiene un papel muy importante en la mitología asturiana. Según la opinión mayoritaria de los filólogos Taranis significa 'el que hace truenos', una. Es el señor del cielo, pues controla todo lo relacionado con el tiempo atmosférico y vive, según la tradición, bien en Egipto o bien en las montañas que separan Asturias de León. A lo largo del dominio lingüístico asturleonés recibe diversas denominaciones, como las de Renubreiru, Escolar, o incluso, en el caso del Bierzo, la de Troneiru.

## Festividades asturianas de origen celta
- Samhain y Beltaine. Noches de plenilunio. Coligny.

En Asturias (España), en el monte Monsacro (Morcín) hasta principios del siglo XX en La Campa Les Flores en el día de Santiago, por la tarde se quemaba un monigote hecho de madera relleno de contenido explosivo, sobre todo en su cabeza. Cuando ésta explotaba se daba por finalizada la quema. El nombre del monigote era Tararu que proviene del dios celta Taranus o Taranis, dios de la guerra asturiano en la Asturias prerromana.

## Folclore arbóreo

### El Texu y el Carbayu
En la mitología asturiana destacan particularmente dos, el texu (tejo) y el carbayu (roble):

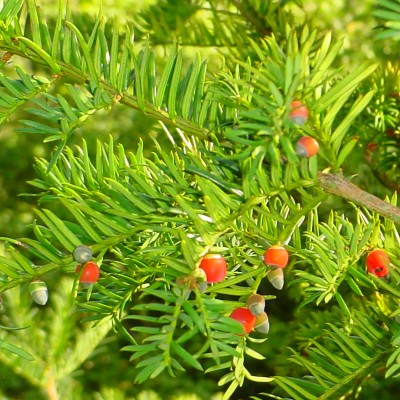
El tejo (texu), árbol sagrado de los astures.

El tejo (texu) es, por excelencia, el árbol sagrado de la mitología asturiana, pues representa el vínculo del pueblo asturiano con la tierra, con la religión antigua, con los antepasados. Además, es un árbol de gran sentido religioso, encontrándosele al lado de muchas ermitas y cementerios asturianos. Pero es también el árbol de la oscuridad, de la penumbra, de la muerte. Con veneno de tejo se suicidaban los guerreros astures antes de ser derrotados y caer en la esclavitud. Así, en la batalla del Monte Medulio los astures se dieron muerte con la espada, el fuego, y el veneno de tejo. El tejo simboliza por tanto el paso al Otro Mundo y por ello hoy goza este árbol de gran importancia en las celebraciones del Día de Difuntos, donde se lleva a los difuntos una rama para que les guíe en su retorno al País de las Sombras. El vínculo entre el tejo y el mundo de los muertos es reconocido no sólo en Asturias, sino en otras tierras célticas del occidente europeo, como Bretaña o Irlanda, donde era costumbre plantar tejos en los cementerios en lugar de cipreses, y se creía que las raíces de dichos árboles alcanzaban la boca de los muertos enterrados en sus tumbas. También entre los antiguos galos se constata la veneración de esta especie vegetal y así en el nordeste de la Galia se asentaba un pueblo, el de los eburones, cuyo nombre significa precisamente «los adoradores del tejo». Por otra parte, en las leyendas de Irlanda se narra la historia de Fer Í, «el Hombre del Tejo», que ataviado con un harpa de cuerdas plateadas tenía la costumbre de sentarse en la rama de un tejo y tocar dulces melodías: Cierto día cuando los héroes Éogan y Lugaid atravesaban el río Maigue, en Connaught, oyeron una tierna música que procedía de un tejo junto a una cascada. En principio pensaron que la música era originada por la cascada, pero cuando se acercaron al lugar, cuál sería su sorpresa que descubrieron a Fer Í tocando su harpa desde lo alto del árbol. En el ciclo de Fionn mac Cumhail, líder de los Fianna, una banda de mercenarios irlandeses, se narra la estancia de dicho héroe en el Valle de los Tejos (Gleann Eo), lugar cargado de reminiscencias sobrenaturales en el que tuvo un encuentro con tres gigantes que resultaron ser tres fantasmas.

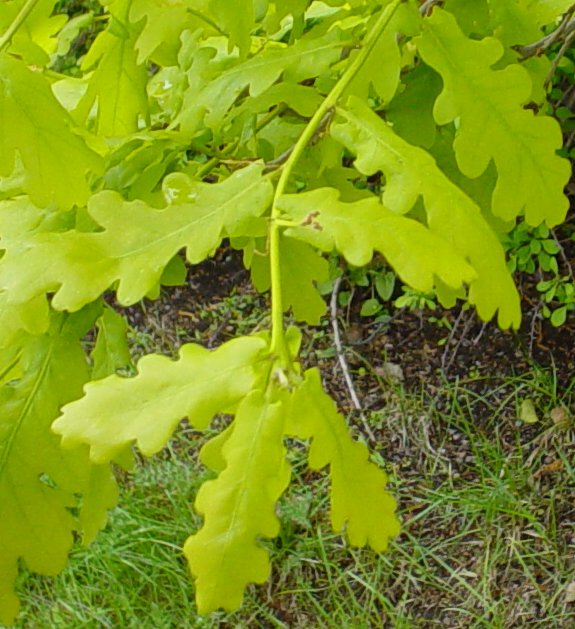
Hojas de roble (carbayu).

Pero si el tejo es en Asturias el símbolo de la espiritualidad, el roble (Carbayu) lo es de la realeza, y así en las iglesias de Santa Eulalia y la Capilla de la Santa Cruz, donde estuvieron enterrados Pelayo y Favila respectivamente, nos encontramos con hojas de roble grabadas en piedra. Este árbol junto con el tejo, eran verdaderos jueces de paz, guardianes de la justicia y la veracidad (en lugar de jurar sobre la Biblia se hacía bajo el roble sagrado). No debemos olvidarnos tampoco del famoso carbayón, símbolo de la ciudad de Oviedo, frente al cual ocurrían sucesos extraños, como el de una misteriosa mujer vestida de negro que venía del campo, se agarraba al árbol y tras convulsionarse caía al suelo y desaparecía. Asimismo, en un pasaje de la obra de Plinio  el Viejo Historia natural (XVI, XCV) se dice que «nada más hay más sagrado para los druidas que el muérdago y el el árbol sobre el que crece, el roble» y seguidamente describe el ritual de la recogida del muérdago, cuyas ramas eran cortadas con ayuda de hoces de oro por sacerdotes ataviados de vestidos blancos. Por su parte, Estrabón en su Geografía (XII, 5, 1) nos relata que los jefes de los gálatas se reunían anualmente en un lugar de Asia Menor denominado drunemeton, el santuario de los robles, para discutir sobre política.
El folclore arbóreo aparece con profusión en las tradiciones galesas, en las que tiene una importancia capital el Cad Goddeu ('Batalla de los Árboles', en galés), poema compuesto por el bardo Taliesin a mediados del siglo VI en la que se narra una batalla mítica entre el rey Amaethon y Arawn, el rey de Annwn, el inframundo. En un momento del combate, el mago Gwydion logra a partir de los árboles de un bosque crear un ejército numeroso con ayuda del cual las tropas de Arawn fueron vencidas.
El tema del bosque animado aparece también en la obra Macbeth, de William Shakespeare, que utilizó para escribir su pieza teatral un mito procedente del folclore escocés, e incluso en las obras de Tito Livio, en las que se relata la suerte del cónsul Postumio, que habiéndose internado en la Galia Cisalpina, fue derrotado y muerto en una emboscada por un grupo de galos que arrojaron troncos de árboles a las tropas romanas: Según la interpretación de Jan de Vries y Jean Markale dicha narración carece de rigor histórico y es una mera transposición de ciertos mitos galos. En realidad, el bosque animado es un tema pancéltico del que existen versiones en las tradiciones de Bretaña y cómo no, en las de Asturias, pues Constantino Cabal recoge en su obra Mitología asturiana: los dioses de la vida, un cuentencillo en el que se relata el pavor de un hombre que habiéndose internado en el bosque ve de repente derrumbarse sobre sí y sobre su camino una multitud de árboles. Pasados los primeros momentos de angustia se da cuenta de que todo lo sucedido no es más que una alucinación provocada por el Diañu Burllón.

## Losimmramao viajes al inframundo
Por todos los países del Arco Atlántico han circulado a lo largo de los siglos tradiciones relativas al Otro Mundo, un mundo poblado por seres sobrenaturales que coexiste con el nuestro. Las fronteras entre los dos ámbitos, natural y sobrenatural, son muy tenues y suelen difuminarse en determinadas fechas del año como la Noche de San Juan, la víspera del Primero de Mayo, o la Noche de Difuntos. Así mismo, determinados lugares, como la fuente de la xana, los castros, los monumentos megalíticos, así como ciertas islas situadas en el Océano Occidental son considerados como puntos de contacto entre la realidad humana y la feérica.
En otras tradiciones, como la judía o la griega, el mundo de los vivos y el de los muertos son compartimentos estancos, que apenas tienen relación entre sí. En la escatología judía, las almas de los hombres descienden tras la muerte al she'ol, donde permanecerán aislados de los hombres e incluso de Dios hasta la llegada del Juicio Final, tras el cual los justos resucitarán y habitarán por siempre en la Jerusalén Celestial. En la mitología grecorromana, son frecuentes los relatos referidos a los Campos Elíseos, el Campo de Asfódelos, los ríos Cocito y Aqueronte o la Tierra de los Cimerios, lugares a los cuales van a parar los muertos tras el óbito, y que muy excepcionalmente son visitados por héroes como Ulises, Eneas u Orfeo. Sin embargo, en la mitología celta y en la asturgalaica en particular, la sombra de los muertos está presente por doquier: los difuntos, integrados en ejércitos tales como la Güestia y la Santa Compaña amenazan por cualquier camino rural poco iluminado, y las criaturas del Otro Mundo intervienen en la vida diaria de los hombres.
Rasgos característicos del Otro Mundo celta, que están presentes también en multitud de relatos de la mitología asturiana, son la dilación del tiempo, que transcurre a un ritmo mucho más lento que en nuestro mundo, así como la constante interacción entre hombres y seres sobrenaturales, como en el caso de los changelings asturianos o xaninos al que ya se ha hecho referencia en secciones anteriores. Por lo que se refiere al primero de los puntos, Constantino Cabal recoge en su libro Mitología asturiana: los dioses de la muerte, el caso de un procurador que bajó a los infiernos y tras regresar se da cuenta de que ha transcurrido un siglo completo.
Un tema muy frecuente en la mitología celta insultar, y también en la bretona y la gallega, es el de los relatos de viajes al Paraíso, denominados immrama en la literatura irlandesa y entre los que pueden resaltarse los viajes de Bran y Máel Dúin y el periplo de San Brandán el Navegante. La tradición gallega dispone de historias similares y así se han conservado dos relatos de dos monjes navegadores: Los de San Amaro y Trezenzonio.
Se trata mitos de tradiciones que testimonian tanto del parentesco de los asturianos y los gallegos con otros pueblos célticos (como los bretones) como del trasiego cultural que durante siglos, si no milenios, tuvo lugar por vía marítima entre los pueblos de los finisterres de Europa.

## El cristianismo celta en España
- Colonización britónica en el noroeste, obispo Maeloc. Parroquial suevo y crónicas tardorromanas. El vate Asterio.